# Свети Архангел Михаил (Могила)
Вижте пояснителната страница за други значения на Свети Архангел Михаил.
„Свети Архангел Михаил“ (на македонска литературна норма: „Свети Архангел Михаил“) е църква в битолското село Могила, част от Преспанско-Пелагонийската епархия на Македонската православна църква – Охридска архиепископия.
Църквата е гробищен храм, разположен в центъра на селото. Изградена е в 1847 година. Малкият хълм, на който са гробищата и храмът, с ширина в основата 150 m и височина 3 – 3,50 m, е неолитна селищна могила. На повърхността се срещат фрагменти от керамични съдове и друг неолитен материал.